# Herbert Blaché
Herbert Blaché, nato Herbert Blaché-Bolton (Londra, 5 ottobre 1882 – Santa Monica, 23 ottobre 1953), è stato un regista, produttore cinematografico e sceneggiatore britannico.
Figlio di un'attrice francese, usò il suo nome completo solo negli atti formali e ufficiali. Dal suo matrimonio con Alice Guy nacquero due figli, Simone e Réginald Blaché-Bolton.

## Filmografia

### Regista
- Robin Hood, co-regia di Étienne Arnaud - cortometraggio (1912)
- Dublin Dan, co-regia di Edward Warren - cortometraggio (1912)
- The Fight for Millions (1913)
- A Prisoner in the Harem (1913)
- The Star of India (1913)
- Hook and Hand (1914)
- Fighting Death (1914)
- The Million Dollar Robbery (1914)
- The Chimes (1914)
- The Mystery of Edwin Drood, co-regia di Tom Terriss (1914)
- The Temptations of Satan (1914)
- The Burglar and the Lady (1914)
- The Shadows of a Great City (1915)
- The Shooting of Dan McGrew (1915)
- Her Own Way (1915)
- Greater Love Hath No Man (1915)
- The Song of the Wage Slave, co-regia Alice Guy (1915)
- Barbara Frietchie (1915)
- The Girl with the Green Eyes (1916)
- A Woman's Fight (1916)
- A Man and the Woman, co-regia di Alice Guy (1917)
- The Auction of Virtue (1917)
- The Peddler (1917)
- Think It Over (1917)
- Loaded Dice (1918)
- A Man's World (1918)
- The Silent Woman (1918)
- The Divorcee (1919)
- Demonio in gonnella (Satan Junior) , co-regia di John H. Collins (1919)
- Le tigri parigine (The Parisian Tigress) (1919)
- I milioni e la felicità (Fools and Their Money) (1919)
- The Uplifters (1919)
- The Man Who Stayed at Home (1919)
- The Brat (1919)
- Più forte della morte (Stronger Than Death), co-regia di Charles Bryant e di Robert Z. Leonard (1920)
- The Walk-Offs (1920)
- Tarnished Reputations, co-regia di Alice Guy e Léonce Perret (1920)
- The Hope
- Lo sciocco (The Saphead), co-regia di Winchell Smith (1920)
- The New York Idea (1920)
- La corista (Out of the Chorus) (1921)
- The Beggar Maid - cortometraggio (1921)
- The Bashful Suitor (1921)
- The Young Painter (1922)
- Nobody's Bride (1923)
- Fools and Riches (1923)
- Chi dice donna dice danno (The Untameable) (1923)
- The Wild Party (1923)
- The Near Lady
- High Speed (1924)
- Segreti della notte (Secrets of the Night) (1924)
- L'uomo del mare (Head Winds) (1925)
- Dan il centauro (The Calgary Stampede) (1925)
- The Mystery Club
- Burning the Wind, co-regia di Henry MacRae (1929)

### Produttore
- The Fight for Millions, regia di Herbert Blaché (1913)
- The Star of India, regia di Herbert Blaché (1913)
- The Shooting of Dan McGrew, regia di Herbert Blaché (1915)

### Sceneggiatore
- Kelly from the Emerald Isle, regia di Edward Warren (1913)
- A Prisoner in the Harem, regia di Herbert Blaché - storia (1913)
- Shadows of a Great City, regia di Frank Wilson - lavoro teatrale (1913)
- The Shadows of a Great City, regia di Herbert Blaché (1915)
- The Song of the Wage Slave, regia di Herbert Blaché e Alice Guy - sceneggiatura (1915)
- Think It Over, regia di Herbert Blaché (1917)